# Llista de topònims de Castellví de Rosanes
Llista de topònims (noms propis de lloc) del municipi de Castellví de Rosanes, al Baix Llobregat
Informació actualitzada per un bot. Els canvis manuals es perdran quan s'actualitzi!

## casa
| imatge | Nom                             | Ubicat a             | instància de | Detalls                                                  | coordenades                                          | Protecció                                  | Commons (més fotos) | Dades a WD                    |
| ------ | ------------------------------- | -------------------- | ------------ | -------------------------------------------------------- | ---------------------------------------------------- | ------------------------------------------ | ------------------- | ----------------------------- |
|        | Can Manel                       | Castellví de Rosanes | casa         | Estil: arquitectura popular Estat: enderrocat o destruït | 41° 27′ 02″ N, 1° 53′ 58″ E / 41.450541°N,1.899463°E | bé integrant del patrimoni cultural català |                     | Modifica les dades a Wikidata |
|        | casa del carrer Sant Antoni, 22 | Castellví de Rosanes | casa         | Estil: noucentisme                                       | 41° 26′ 59″ N, 1° 53′ 58″ E / 41.449607°N,1.899567°E | bé integrant del patrimoni cultural català |                     | Modifica les dades a Wikidata |
|        | habitatge al carrer Serral, 20  | Castellví de Rosanes | casa         | Estil: arquitectura popular                              | 41° 27′ 03″ N, 1° 53′ 59″ E / 41.450719°N,1.899778°E | bé integrant del patrimoni cultural català |                     | Modifica les dades a Wikidata |

## edifici
| imatge | Nom                                   | Ubicat a             | instància de                  | Detalls                                 | coordenades                                                                 | Protecció                                  | Commons (més fotos) | Dades a WD                    |
| ------ | ------------------------------------- | -------------------- | ----------------------------- | --------------------------------------- | --------------------------------------------------------------------------- | ------------------------------------------ | ------------------- | ----------------------------- |
|        | Antiga Casa Consistorial              | Castellví de Rosanes | edifici Ús: casa consistorial | Estil: arquitectura eclèctica           | 41° 26′ 58″ N, 1° 53′ 59″ E / 41.449534°N,1.899589°E                        | bé integrant del patrimoni cultural català |                     | Modifica les dades a Wikidata |
|        | Barraca de les Micorelles-les Deveses | Castellví de Rosanes | edifici                       | Estil: arquitectura popular             |                                                                             | bé integrant del patrimoni cultural català |                     | Modifica les dades a Wikidata |
|        | Convent de Miralles                   | Castellví de Rosanes | edifici                       | Estil: arquitectura gòtica 13rd century | 41° 27′ 13″ N, 1° 53′ 15″ E / 41.453591°N,1.887382°E ca:Carretera de Gelida | bé cultural d'interès nacional             | Convent de Miralles | Modifica les dades a Wikidata |
|        | Fàbrica de guix i calç                | Castellví de Rosanes | edifici                       | Estil: arquitectura popular             |                                                                             | bé cultural d'interès local                |                     | Modifica les dades a Wikidata |
|        | Mina La Martorellense                 | Castellví de Rosanes | edifici                       | Estil: arquitectura popular             |                                                                             | bé integrant del patrimoni cultural català |                     | Modifica les dades a Wikidata |

## entitat singular de població
| imatge | Nom                  | Ubicat a             | instància de                                                                   | Detalls | coordenades                                                                  | Protecció | Commons (més fotos)         | Dades a WD                    |
| ------ | -------------------- | -------------------- | ------------------------------------------------------------------------------ | ------- | ---------------------------------------------------------------------------- | --------- | --------------------------- | ----------------------------- |
|        | Can Sunyer del Palau | Castellví de Rosanes | entitat singular de població                                                   | 757 hab | 41° 27′ 31″ N, 1° 56′ 30″ E / 41.458513903771°N,1.9416186881148°E 166 msnm   |           |                             | Modifica les dades a Wikidata |
|        | Castellví de Rosanes | Castellví de Rosanes | entitat singular de població capital municipal ens local històric de Catalunya | 663 hab | 41° 27′ N, 1° 54′ E / 41.45°N,1.9°E 175 msnm                                 |           |                             | Modifica les dades a Wikidata |
|        | Miralles             | Castellví de Rosanes | entitat singular de població                                                   | 92 hab  | 41° 27′ 12″ N, 1° 53′ 12″ E / 41.4533843156713°N,1.88680102438462°E 123 msnm |           |                             | Modifica les dades a Wikidata |
|        | Valldaina            | Castellví de Rosanes | entitat singular de població                                                   | 87 hab  | 41° 27′ 53″ N, 1° 55′ 59″ E / 41.464740591947°N,1.9331352617772°E 234 msnm   |           |                             | Modifica les dades a Wikidata |
|        | el Taió              | Castellví de Rosanes | entitat singular de població                                                   | 492 hab | 41° 27′ 11″ N, 1° 54′ 29″ E / 41.4531020093227°N,1.90809291744621°E 201 msnm |           |                             | Modifica les dades a Wikidata |
|        | els Àngels           | Castellví de Rosanes | entitat singular de població                                                   | 7 hab   | 41° 27′ 24″ N, 1° 53′ 32″ E / 41.456642°N,1.892358°E 93 msnm                 |           | Els Àngels (Baix Llobregat) | Modifica les dades a Wikidata |

## església
| imatge | Nom                                          | Ubicat a             | instància de    | Detalls                         | coordenades                                                                                          | Protecció                                  | Commons (més fotos)                          | Dades a WD                    |
| ------ | -------------------------------------------- | -------------------- | --------------- | ------------------------------- | --- | ------------------------------------------ | -------------------------------------------- | ----------------------------- |
|        | Església de Sant Nicolau Tolentí             | Castellví de Rosanes | església        | Estil: arquitectura neoclàssica | | bé integrant del patrimoni cultural català |                                              | Modifica les dades a Wikidata |
|        | Sant Isidre de Castellví de Rosanes          | Castellví de Rosanes | església        | 20th century                    | 41° 26′ 59″ N, 1° 54′ 00″ E / 41.449663°N,1.89998°E ca:C. Sant Isidre 183 msnm                       | bé integrant del patrimoni cultural català | Sant Isidre de Castellví de Rosanes          | Modifica les dades a Wikidata |
|        | Sant Jaume de Castellví de Rosanes           | Castellví de Rosanes | església ermita | Estil: arquitectura romànica    | 41° 27′ 10″ N, 1° 55′ 33″ E / 41.452783°N,1.925865°E ca:A llevant del mas de Sant Jaume 233 msnm     | bé integrant del patrimoni cultural català | Sant Jaume de Castellví de Rosanes           | Modifica les dades a Wikidata |
|        | església dels Àngels de Castellví de Rosanes | Castellví de Rosanes | església        | Estil: barroc 18th century      | 41° 27′ 25″ N, 1° 53′ 32″ E / 41.456884°N,1.892305°E ca:Al costat del cementiri de Castellví 93 msnm | bé integrant del patrimoni cultural català | Església dels Àngels de Castellví de Rosanes | Modifica les dades a Wikidata |

## font
| imatge | Nom                 | Ubicat a             | instància de | Detalls | coordenades | Protecció | Commons (més fotos) | Dades a WD                    |
| ------ | ------------------- | -------------------- | ------------ | ------- | --- | --------- | ------------------- | ----------------------------- |
|        | font Blanca         | Castellví de Rosanes | font         |         | 41° 27′ 46″ N, 1° 55′ 42″ E / 41.462894901774°N,1.9283758458166°E                                                   |           |                     | Modifica les dades a Wikidata |
|        | font de la Saborida | Castellví de Rosanes | font         |         | 41° 26′ 03″ N, 1° 53′ 52″ E / 41.4341500601605°N,1.89765048612046°E ca:Carretera de Gelida a Corbera, km 5 432 msnm |           | Font de la Saborida | Modifica les dades a Wikidata |

## masia
| imatge | Nom                     | Ubicat a             | instància de | Detalls                                                | coordenades                                                                             | Protecció                                  | Commons (més fotos)           | Dades a WD                    |
| ------ | ----------------------- | -------------------- | ------------ | ------------------------------------------------------ | --------------------------------------------------------------------------------------- | ------------------------------------------ | ----------------------------- | ----------------------------- |
|        | Ca l'Esteper            | Castellví de Rosanes | masia        |                                                        | 41° 26′ 13″ N, 1° 55′ 54″ E / 41.4369304699204°N,1.93171654982411°E                     |                                            |                               | Modifica les dades a Wikidata |
|        | Ca n'Alegre             | Castellví de Rosanes | masia        |                                                        | 41° 26′ 33″ N, 1° 54′ 14″ E / 41.4424°N,1.90382°E                                       |                                            |                               | Modifica les dades a Wikidata |
|        | Can Baró de l'Enrunada  | Castellví de Rosanes | masia        |                                                        | 41° 26′ 09″ N, 1° 54′ 45″ E / 41.4357047815323°N,1.9124182125254°E                      |                                            |                               | Modifica les dades a Wikidata |
|        | Can Cases               | Castellví de Rosanes | masia        |                                                        | 41° 26′ 00″ N, 1° 54′ 17″ E / 41.4334702405009°N,1.90474756013839°E                     |                                            |                               | Modifica les dades a Wikidata |
|        | Can Duran               | Castellví de Rosanes | masia        |                                                        | 41° 26′ 56″ N, 1° 54′ 12″ E / 41.4488769302634°N,1.90329128596724°E                     |                                            |                               | Modifica les dades a Wikidata |
|        | Can Guilera             | Castellví de Rosanes | masia        | Estil: arquitectura popular                            | 41° 26′ 14″ N, 1° 53′ 42″ E / 41.437356°N,1.89495°E                                     | bé integrant del patrimoni cultural català |                               | Modifica les dades a Wikidata |
|        | Can Mitjans             | Castellví de Rosanes | masia        |                                                        | 41° 26′ 29″ N, 1° 56′ 31″ E / 41.4413123408882°N,1.94192719664685°E                     |                                            |                               | Modifica les dades a Wikidata |
|        | Can Perico              | Castellví de Rosanes | masia        | Estat: ruïnós                                          | 41° 26′ 46″ N, 1° 53′ 50″ E / 41.4462345707111°N,1.89730229397702°E 315 msnm            |                                            |                               | Modifica les dades a Wikidata |
|        | Can Ponç                | Castellví de Rosanes | masia        |                                                        | 41° 26′ 06″ N, 1° 55′ 36″ E / 41.4349735222744°N,1.92662583941646°E                     |                                            |                               | Modifica les dades a Wikidata |
|        | Can Sort                | Castellví de Rosanes | masia        |                                                        | 41° 27′ 07″ N, 1° 56′ 15″ E / 41.4520711379839°N,1.93747826067379°E                     |                                            |                               | Modifica les dades a Wikidata |
|        | Can Xandri              | Castellví de Rosanes | masia        |                                                        | 41° 26′ 16″ N, 1° 55′ 38″ E / 41.4378711370271°N,1.92729627624135°E                     |                                            |                               | Modifica les dades a Wikidata |
|        | Casa de la Mina de Plom | Castellví de Rosanes | masia        |                                                        | 41° 27′ 39″ N, 1° 55′ 37″ E / 41.4608640008121°N,1.92698926589202°E ca:Serra de l'Ataix |                                            |                               | Modifica les dades a Wikidata |
|        | Mas d'en Carmona        | Castellví de Rosanes | masia        |                                                        | 41° 26′ 47″ N, 1° 55′ 52″ E / 41.4463460511228°N,1.93105931419306°E                     |                                            |                               | Modifica les dades a Wikidata |
|        | Mas dels Frares         | Castellví de Rosanes | masia        |                                                        | 41° 26′ 47″ N, 1° 53′ 53″ E / 41.4464302321472°N,1.89798134214402°E                     |                                            |                               | Modifica les dades a Wikidata |
|        | Masia de Sant Jaume     | Castellví de Rosanes | masia        | Estil: arquitectura popular 18th century               | 41° 27′ 08″ N, 1° 55′ 17″ E / 41.45211°N,1.921284°E ca:Al castell                       | bé integrant del patrimoni cultural català | Masia de Sant Jaume           | Modifica les dades a Wikidata |
|        | Masia dels Àngels       | Castellví de Rosanes | masia        | Estil: arquitectura popular                            | 41° 27′ 24″ N, 1° 53′ 32″ E / 41.456801°N,1.892333°E                                    | bé integrant del patrimoni cultural català |                               | Modifica les dades a Wikidata |
|        | Sunyol                  | Castellví de Rosanes | masia        | Estil: arquitectura popular 16th century               | 41° 27′ 22″ N, 1° 54′ 14″ E / 41.456017°N,1.903924°E ca:C-243b, km 3,5 142 msnm         | bé integrant del patrimoni cultural català | Sunyol (Castellví de Rosanes) | Modifica les dades a Wikidata |
|        | ca n'Abat               | Castellví de Rosanes | masia        | Estil: historicisme arquitectònic arquitectura popular | 41° 27′ 41″ N, 1° 53′ 45″ E / 41.46141°N,1.895945°E ca:A la dreta de l'Anoia 73 msnm    | bé integrant del patrimoni cultural català | Ca n'Abat                     | Modifica les dades a Wikidata |

## muntanya
| imatge | Nom                  | Ubicat a                                     | instància de | Detalls | coordenades                                                         | Protecció | Commons (més fotos)                     | Dades a WD                    |
| ------ | -------------------- | -------------------------------------------- | ------------ | ------- | ------------------------------------------------------------------- | --------- | --------------------------------------- | ----------------------------- |
|        | Montgoi              | Castellví de Rosanes                         | muntanya     |         | 41° 27′ 25″ N, 1° 55′ 29″ E / 41.45702778°N,1.92466667°E 328.9 msnm |           |                                         | Modifica les dades a Wikidata |
|        | Penya Alta           | Castellví de Rosanes                         | muntanya     |         | 41° 26′ 27″ N, 1° 54′ 02″ E / 41.44085833°N,1.90063861°E 377.2 msnm |           |                                         | Modifica les dades a Wikidata |
|        | Turó de Can Xandri   | Castellví de Rosanes                         | muntanya     |         | 41° 26′ 27″ N, 1° 55′ 32″ E / 41.44075°N,1.92558333°E 425 msnm      |           | Turó de Can Xandri                      | Modifica les dades a Wikidata |
|        | Turó del Castell     | Castellví de Rosanes                         | muntanya     |         | 41° 27′ 03″ N, 1° 55′ 11″ E / 41.45087806°N,1.91981389°E 360 msnm   |           | Turó del Castell (Castellví de Rosanes) | Modifica les dades a Wikidata |
|        | el Pi Tallat         | Castellví de Rosanes Sant Andreu de la Barca | muntanya     |         | 41° 26′ 46″ N, 1° 56′ 46″ E / 41.44618056°N,1.946125°E 255.7 msnm   |           |                                         | Modifica les dades a Wikidata |
|        | la Creu de l'Aragall | Corbera de Llobregat Castellví de Rosanes    | muntanya     |         | 41° 25′ 57″ N, 1° 54′ 56″ E / 41.43255556°N,1.91547222°E 548 msnm   |           | La Creu de l'Aragall                    | Modifica les dades a Wikidata |

## pont
| imatge | Nom                                 | Ubicat a                            | instància de | Detalls                     | coordenades                                          | Protecció                                  | Commons (més fotos) | Dades a WD                    |
| ------ | ----------------------------------- | ----------------------------------- | ------------ | --------------------------- | ---------------------------------------------------- | ------------------------------------------ | ------------------- | ----------------------------- |
|        | Pont del km 3 de la carretera N-243 | Baix Llobregat Castellví de Rosanes | pont         | Estil: arquitectura popular | 41° 27′ 20″ N, 1° 54′ 32″ E / 41.45555°N,1.908778°E  | bé integrant del patrimoni cultural català |                     | Modifica les dades a Wikidata |
|        | Pont del km 4 de la carretera N-243 | Baix Llobregat Castellví de Rosanes | pont         | Estil: arquitectura popular | 41° 27′ 02″ N, 1° 54′ 10″ E / 41.450489°N,1.902733°E | bé integrant del patrimoni cultural català |                     | Modifica les dades a Wikidata |

## serra
| imatge | Nom                  | Ubicat a                                         | instància de | Detalls | coordenades                                                     | Protecció | Commons (més fotos) | Dades a WD                    |
| ------ | -------------------- | ------------------------------------------------ | ------------ | ------- | --------------------------------------------------------------- | --------- | ------------------- | ----------------------------- |
|        | Les Soleies          | Castellví de Rosanes                             | serra        |         | 41° 26′ 32″ N, 1° 55′ 04″ E / 41.4422°N,1.91786°E 428.4 msnm    |           |                     | Modifica les dades a Wikidata |
|        | Serrat del Vent      | Castellví de Rosanes Corbera de Llobregat        | serra        |         | 41° 26′ 23″ N, 1° 56′ 50″ E / 41.4398°N,1.94731667°E 216.5 msnm |           |                     | Modifica les dades a Wikidata |
|        | serra de Sant Miquel | Castellví de Rosanes Corbera de Llobregat Gelida | serra        |         | 41° 25′ 58″ N, 1° 53′ 19″ E / 41.4327°N,1.88853°E 544.1 msnm    |           |                     | Modifica les dades a Wikidata |
|        | serra de l'Aragall   | Castellví de Rosanes Corbera de Llobregat        | serra        |         | 41° 26′ 00″ N, 1° 54′ 51″ E / 41.4333°N,1.91428°E 562 msnm      |           | Serra de l'Aragall  | Modifica les dades a Wikidata |

## Misc
| imatge | Nom                                                  | Ubicat a                         | instància de                                                              | Detalls                                                             | coordenades                                                                            | Protecció                                            | Commons (més fotos)                   | Dades a WD                    |
| ------ | ---------------------------------------------------- | -------------------------------- | ------------------------------------------------------------------------- | ------------------------------------------------------------------- | -------------------------------------------------------------------------------------- | ---------------------------------------------------- | ------------------------------------- | ----------------------------- |
|        | Anoia                                                | Anoia Baix Llobregat Alt Penedès | curs d'aigua                                                              | Desemboca: Llobregat Llarg: 64km Conca: 929km²                      | 41° 28′ 43″ N, 1° 56′ 06″ E / 41.4785217°N,1.9351196°E                                 |                                                      | Anoia River                           | Modifica les dades a Wikidata |
|        | Capella Gòtica                                       | Castellví de Rosanes             | capella                                                                   | Estil: arquitectura gòtica                                          |                                                                                        | bé integrant del patrimoni cultural català           |                                       | Modifica les dades a Wikidata |
|        | Castell Vell de Rosanes                              | Castellví de Rosanes             | castell                                                                   | Estil: arquitectura romànica arquitectura gòtica 10th century       | 41° 27′ 04″ N, 1° 55′ 10″ E / 41.45111111°N,1.91944444°E ca:Turó del Castell 350 msnm  | bé d'interès cultural bé cultural d'interès nacional | Castell Vell de Rosanes               | Modifica les dades a Wikidata |
|        | Forn de calç de la Garjola                           | Castellví de Rosanes             | forn de calç                                                              | Estil: arquitectura popular                                         |                                                                                        | bé integrant del patrimoni cultural català           |                                       | Modifica les dades a Wikidata |
|        | Llinda de la porta prop de l'Església de Sant Isidre | Castellví de Rosanes             | llinda                                                                    | Estil: arquitectura popular                                         |                                                                                        | bé integrant del patrimoni cultural català           |                                       | Modifica les dades a Wikidata |
|        | Polígon industrial de Rosanes                        | Castellví de Rosanes             | nucli d'entitat singular de població nucli de població polígon industrial | 0 hab                                                               | 41° 27′ 16″ N, 1° 53′ 20″ E / 41.45453919°N,1.88887643°E 103 msnm                      |                                                      |                                       | Modifica les dades a Wikidata |
|        | Torre romana de Castellví de Rosanes                 | Castellví de Rosanes             | torre                                                                     |                                                                     | 41° 27′ 03″ N, 1° 55′ 10″ E / 41.450724°N,1.919581°E                                   | bé integrant del patrimoni cultural català           |                                       | Modifica les dades a Wikidata |
|        | alzina de Can Mitjans                                | Castellví de Rosanes             | arbre singular                                                            | Taxon: alzina (Quercus ilex) Ample: 25.5m Alt: 14m Perímetre: 4.08m | 41° 26′ 43″ N, 1° 56′ 29″ E / 41.44522°N,1.94128°E ca:Horts de Can Mitjans 141 msnm    | arbre monumental                                     | Alzina de Can Mitjans                 | Modifica les dades a Wikidata |
|        | barraca del Tet                                      | Castellví de Rosanes             | cabana                                                                    |                                                                     | 41° 26′ 09″ N, 1° 54′ 07″ E / 41.435723179931°N,1.90202856369703°E                     |                                                      |                                       | Modifica les dades a Wikidata |
|        | casa consistorial de Castellví de Rosanes            | Castellví de Rosanes             | casa consistorial                                                         |                                                                     | 41° 26′ 59″ N, 1° 54′ 00″ E / 41.4497693°N,1.9000841°E                                 |                                                      |                                       | Modifica les dades a Wikidata |
|        | creu de terme de Castellví de Rosanes                | Castellví de Rosanes             | creu de terme                                                             | Estil: arquitectura barroca 18th century                            | 41° 27′ 06″ N, 1° 53′ 54″ E / 41.451622°N,1.898389°E ca:A l'entrada del poble 160 msnm | bé integrant del patrimoni cultural català           | Creu de terme de Castellví de Rosanes | Modifica les dades a Wikidata |
|        | la Garjola                                           | Castellví de Rosanes             | urbanització                                                              |                                                                     | 41° 27′ 10″ N, 1° 56′ 40″ E / 41.45271040492204°N,1.9445425271987915°E                 |                                                      |                                       | Modifica les dades a Wikidata |